# Messier 21
Messier 21, även kallad M21 eller NGC 6531, är en öppen stjärnhop som ligger litet mer än 1 1/2 grad nordost om Trifidnebulosan (NGC 6514) i stjärnbilden Skytten men är inte fysiskt förbunden med denna. Den täcker ungefär ett område på 1/4 grad och är lätt att upplösa i ett 75-millimeters teleskop. De ljusaste stjärnorna har magnituden 8.
Messier 21 ligger på ca 4 250 ljusår (1 205 pc) avstånd från jorden med en extinktion på 0,87. Stjärnorna i Messier 21 är ungefär 8 miljoner år gamla.

## Egenskaper
Messier 21 är en relativt ung stjärnhop och tätt packad. Några blå jättestjärnor har identifierats i hopen, men den består huvudsakligen av små svaga stjärnor. Med en skenbar magnitud på 6,5 är Messier 21 inte synlig för blotta ögat, men med en handkikare kan den lätt ses en mörk natt. Den utgör en del av Sagittarius OB1-föreningen i Skytten.
Den är omkring 6,6 miljon gammal med en sammanlagd massa av 783,4 solmassor. Den har en tidvattenradie på 11,7 pc, med en kärnradie på 1,6 ± 0,1 pc och en koronaradie på 3,6 ± 0,2 pc. Det finns minst 105 ± 11 stjärnor inom koronarradien ner till magnitud 15,5, inklusive många tidiga stjärnor av spektraltyp B. Uppskattningsvis 40–60 av de observerade lågmassestjärnorna antas vara stjärnor före huvudserien, med 26 kandidater identifierade baserat på väte alfa-emission och förekomst av litium i spektrumet.  Stjärnorna i hopen visar ingen betydande spridning i åldrar, vilket tyder på att stjärnbildningarna utlösts samtidigt.

## Galleri

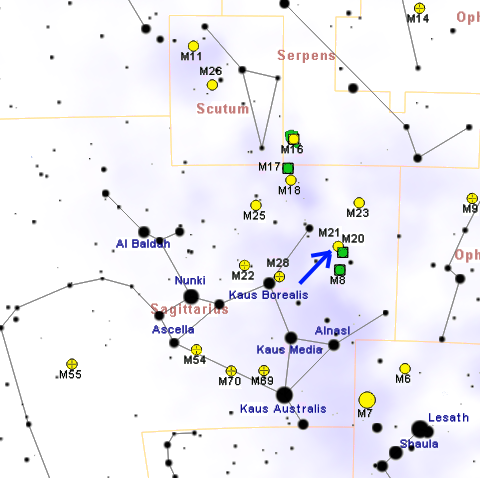
Karta som visar platsen för M21